# Gračnica (rijeka)
Gračnica je potok u Sloveniji. Duga je 20 km. Porječje iznosi 100 km². Izvire na 460 metara nadmorske visine kod Planina pri Sevnici ulijeva u Savinju kod Rimskih Toplica.